# Ibiricu
Ibiricu (en euskera: Ibiriku) es una villa y concejo español de la Comunidad Foral de Navarra perteneciente al municipio del Valle de Egüés.
Su población en 2014 fue de 68 habitantes (INE).

## Geografía
Se sitúa a 10,5 kilómetros de Pamplona. Es accesible a través de la carretera NA-150 que atraviesa el Valle de Egüés en dirección a Aoiz. El entorno que rodea al pueblo está dominado por campos de cereal y pequeños montes, entre los que destaca el Urri, en cuya cumbre encontramos una extensa explanada de 45 000 metros cuadrados. Se cree que en dicha explanada puede encontrarse un yacimiento de la Edad de Hierro.